# Mammillaria glassii
Mammillaria glassii là một loài thực vật có hoa trong họ Cactaceae. Loài này được R.A. Foster mô tả khoa học đầu tiên năm 1968.